# Joe Dever

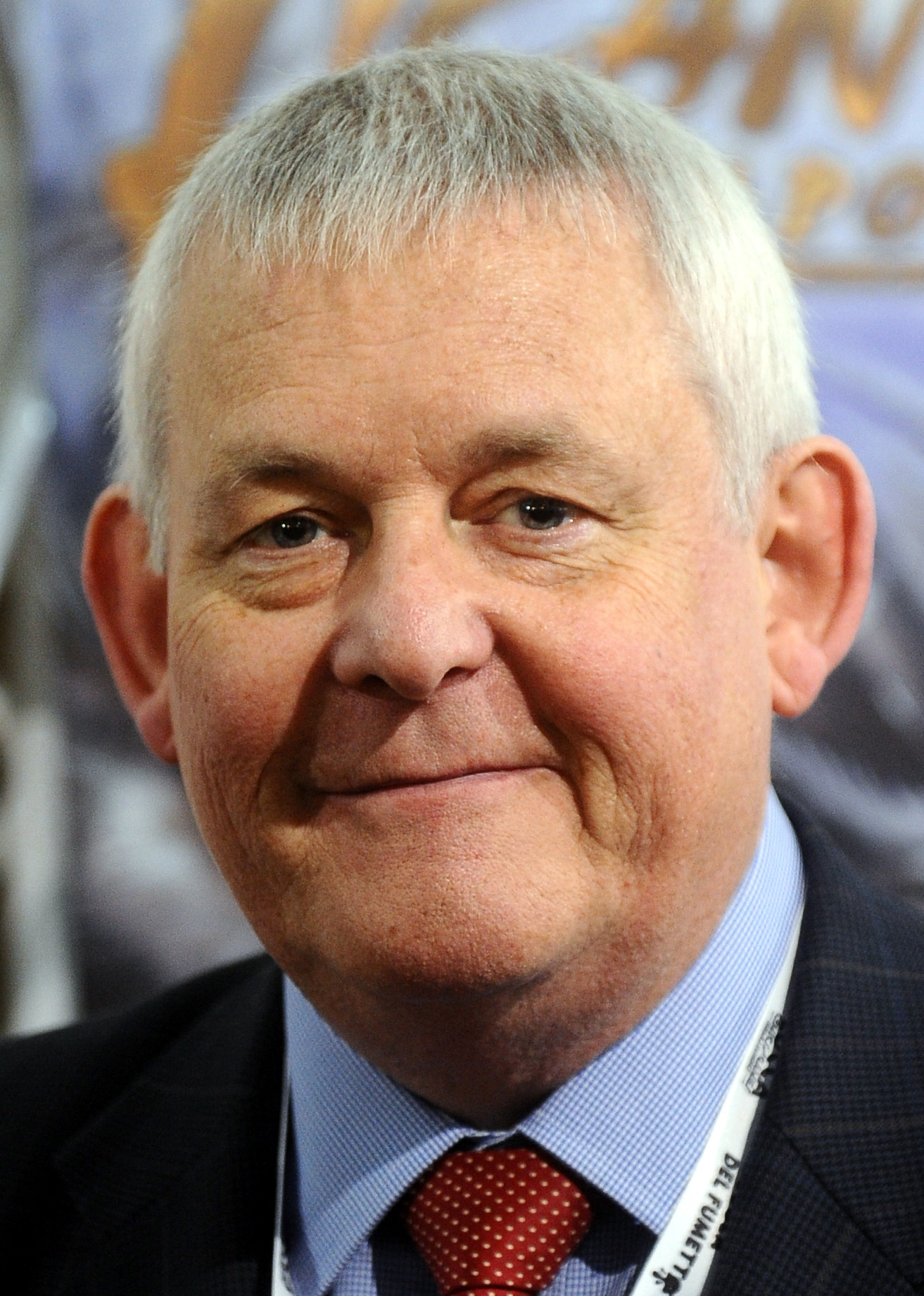
Joe Dever - Lucca Comics & Games 2015.

Joe Dever (Chingford, Inglaterra, 12 de febrero de 1956-29 de noviembre de 2016) fue un diseñador de juegos y escritor de literatura fantástica británico galardonado con varios premios. Inicialmente trabajó como músico en unos importantes estudios de grabación de Londres. En un viaje de negocios a Los Ángeles[cita requerida] descubrió el juego de rol Dungeons & Dragons y en 1982 ganó el Advanced Dungeons & Dragons Championship, en el que era el único competidor británico.
Creó el mundo fantástico de Magnamund como localización para sus campañas de Dungeons & Dragons. En 1984 publicó el primer libro de la serie Lobo Solitario, que ha vendido desde entonces más de 9 millones de ejemplares en todo el mundo. Tuvo dificultades con sus editores cuando el mercado de los libros juego empezó a reducirse, lo que llevó a que la publicación de los libros terminara en 1998, antes de que se llegaran a publicar los últimos cuatro libros. La serie ha experimentado un renacimiento desde 2003 al ser reeditada en Francia, Italia y España.
A partir de 1996, Dever participó en la producción de algunos videojuegos y de consola, que tuvieron éxito en el mercado. También ha colaborado en un juego de rol al estilo de Dungeons & Dragons para Lobo Solitario.

## Biografía
En 1976, Joe Dever se unió en Londres a la orquesta de una compañía de grabación llamada Pye Records, que ofrecía acompañamiento musical a artistas y solistas. La orquesta desapareció al cabo de 18 meses. Dever continuó en solitario durante un año antes de entrar
en Virgin Records[cita requerida] como técnico de sonido en los estudios Manor, en Oxfordshire. 
Dever tuvo dos hijos: Ben (nacido en 1981) y Sophie (nacida en 1987).
En junio y agosto de 2005, Dever requirió tratamiento quirúrgico para tratar un cáncer bilateral de riñón, precisando una nefrectomía parcial del riñón derecho y una nefrectomía completa (extirpación) del riñón izquierdo. Los cirujanos pudieron salvar el setenta por ciento del riñón derecho. El equipo de cirugía estaba dirigido por el Dr. J. L. Peters, del Hospital Universitario de Whipps Cross, en Londres. Su recuperación fue satisfactoria en los meses siguientes, conservando suficiente función renal para llevar una vida autónoma.

## Últimos días
Joe Dever fallece en noviembre de 2016, la siguiente publicación puede leerse en su página de Facebook oficial (traducción automática del inglés):
<< Lamentamos ser los portadores de una noticia tan tremendamente triste, pero nuestro padre falleció pacíficamente a las 10:15 de la mañana de ayer. Esto sigue a doce años de una enfermedad que mantuvo en secreto para todos, excepto para los más cercanos a él. Apreciamos que esta noticia puede ser un shock para muchos.
Murió como vivió, con colosal valentía, humor y dignidad, y sostenido por aquellos que lo amaban. Estuvo trabajando en los últimos tres libros de Lone Wolf hasta el lunes por la noche. Sus pensamientos estuvieron con su trabajo y, por lo tanto, con sus fans hasta los últimos momentos posibles. Su trabajo claramente significó mucho para sus fanáticos, y su lealtad significó todo para él.
Es con enorme honor y gran responsabilidad que estas notas para los tres últimos libros de la saga, y el legado de su increíble universo, se nos pasan a nosotros para completar.
Por favor, permítanos tiempo para atender a la familia y sus asuntos personales. Nos estaremos en contacto a través de esta página y su sitio web con más noticias sobre un servicio conmemorativo que esperamos organizar para fines de enero. También compartiremos cómo puede solicitar asistir al memorial, con todos los detalles de la hora y el lugar.
Con amor
Ben Devere y familia >>

## Escritos
Joe Dever tenía siete años cuando se convirtió en fan de la tira cómica The Rise and Fall of the Trigan Empire en una revista llamada Look and Learn. También construyó ejércitos de soldados romanos convirtiendo sus lanzas en rifles laser antes de conocer la literatura fantástica. Conoció la literatura fantástica de ciencia ficción a través de su tutor de inglés del instituto. Fue el primer y quizás el único británico que compitió en un campeonato de Advanced Dungeons & Dragons en Estados Unidos, que ganó en 1982.

### Magnamund yLobo Solitario
Dever desarrolló el mundo fantástico de Magnamund entre 1975 y 1983 como una localización para sus campañas de Advanced Dungeons & Dragons. Inicialmente su nombre era «Chinaraux», y el mundo estaba compuesto solo por el norte de Magnamund. Dever ha declarado que su primera inspiración para la saga de Lobo Solitario fueron los clásicos de la literatura medieval inglesa: Beowulf, Ivanhoe, y los Caballeros de la mesa redonda del Rey Arturo. También reconoce que, en parte, la creación de la serie de Lobo Solitario se debió a su afición durante su adolescencia a las obras de Tolkien, Michael Moorcock y Mervyn Peake, junto a la historia militar y la mitología nórdica.
La historia se centra en Lobo Solitario, un cadete de una orden monástica de guerreros conocidos como el Kai, que defienden su país Sommerlund de las fuerzas del mal, representadas por los Señores de la Oscuridad de Helgedad. Todos los miembros de la orden del Kai son masacrados tras un ataque por sorpresa, sobreviviendo solo Lobo Solitario. Los libros de la serie siguen a Lobo Solitario y a sus compañeros en sus intentos de, inicialmente, vengarse de los Señores de la Oscuridad y, más adelante, frenar los intentos del Dios Oscuro Naar de conquistar el mundo para el mal.

### Otras creaciones.
Además de Lobo Solitario, Dever creó dos series más de libros juego (Freeway Warrior y Combat Heroes) y participó en el diseño de videojuegos. La serie Freeway Warrior se asemeja a las aventuras del protagonista de la película Mad Max. Los libros de Combat Heroes son aventuras gráficas donde cada párrafo es un dibujo que representa lo que el jugador está viendo; el objetivo es escapar de un laberinto. Pueden participar dos jugadores, con diferentes libros; en ciertas páginas una ilustración muestra un pasillo vacío, mientras que en el otro libro está dibujado el oponente. Ninguna de estas dos series se ha publicado todavía en español.